# The Pleazers
The Pleazers était un groupe de rhythm and blues originaire d'Australie qui fut populaire en Nouvelle-Zélande au milieu des années 1960

## Carrière
Le groupe début à Brisbane sous le nom de G-Men, avant d'aller à Sydney changeant par la même de nom et devenant professionnel. À Sydney, il fut remarqué par Eldred Stebbing du label Zodiac Records, qui l'envoya en Nouvelle-Zélande où les membres apparurent alors rapidement dans la série télévisée Let's Go. Le premier single diffusé, Last Night, ne reçut pas une bonne critique mais reçut finalement un grand succès dans les charts nationaux. Suivirent sept autres singles, un EP et un album nommé Definitely Pleazers.
Le groupe continua à se produire malgré d'importantes discordances personnelles mais, en mars 1965, le groupe rentra en Australie et se sépara six mois plus tard.